# نهر كونكوري

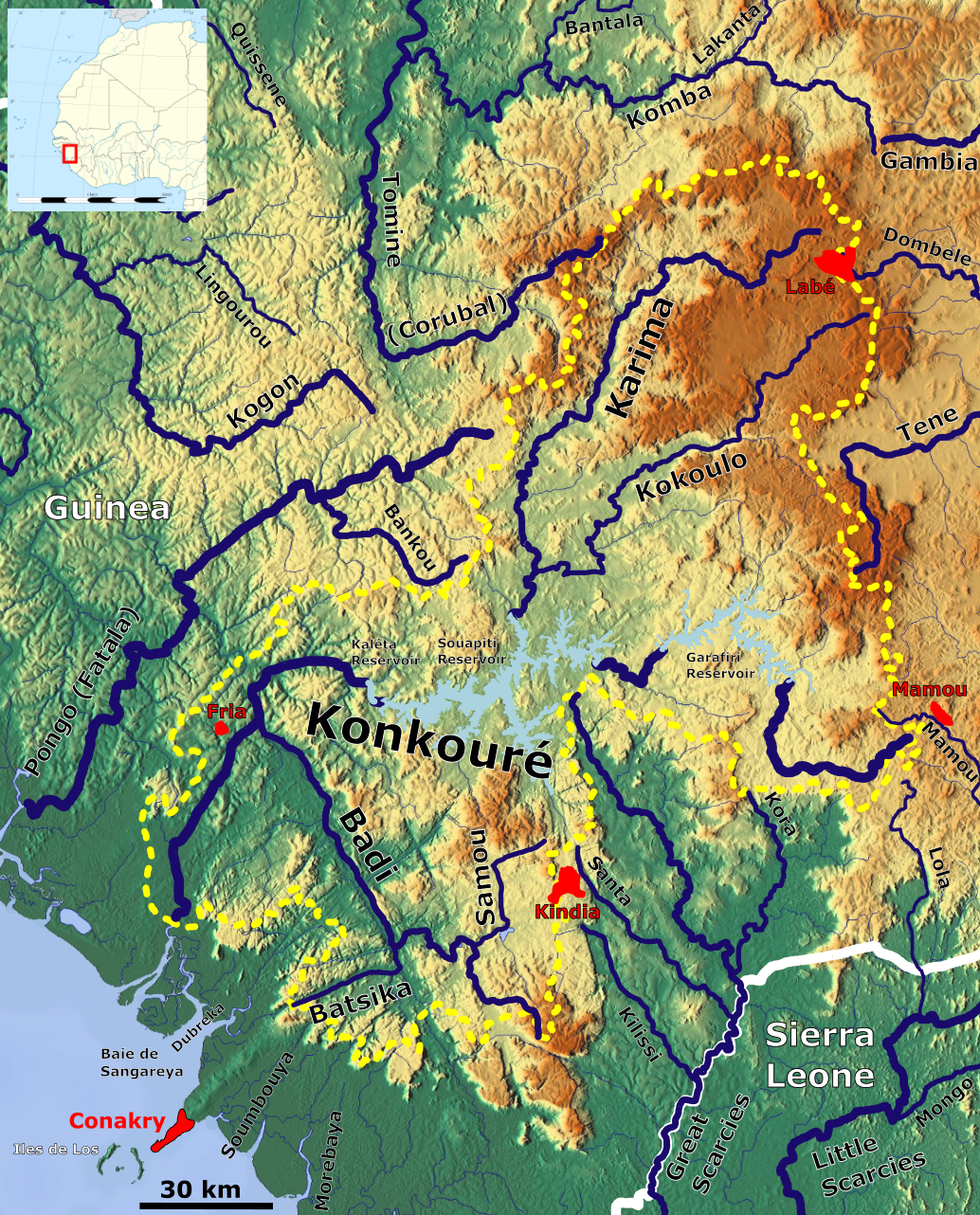

نهر كونكوري هو نهر ينبع في غرب وسط غينيا ويتدفق إلى المحيط الأطلسي. توفر العديد من السدود المتواجدة على النهر الكثير من الكهرباء للبلاد.

## الوصف
ينبع النهر في منطقة مرتفعات فوتا جالون ويتدفق في الاتجاه الغربي لمسافة 303 كيلومتر (188 ميل) إلى أن يصل المحيط الأطلسي شمال خليج سنغاريا عند النقطة 9 ° 46'شمال، 14 ° 19'غرب. رافده الرئيسي. هو نهر كاكريما تغطي دلتا النهر 320 كيلومتر مربع (120 ميل2). «كونكوري السفلى عبارة عن مصب ضحل، على شكل قمع، وميدان متوسطي، وغابات المنغروف، ومصب يهيمن عليه المد والجزر». وقد تم إنشاء مزارع أرز في مناطق المنغروف بالدلتا «وحققت بعض النجاح».

## سدود
في عام 1999، افتتح سد غرافيري بتكلفة 221 مليون دولار. يمكن أن تنتج 75 ميجاواط (101,000 حصان) من الكهرباء. اكتمل بناء سد كاليتا السد الكهرمائي بقدرة 240 ميجاواط (320,000 حصان) على النهر في يونيو 2015 وشُغل في 28 سبتمبر بتكلفة 526 مليون دولار؛ يبلغ طول السد 1545 مترًا ويقع على بعد حوالي 120 كيلومترًا أو 85 ميل (137 كـم)  شمال العاصمة كوناكري.
في عام 2015، تعاقدت الحكومة المركزية مع الشركات الصينية لبدء بناء سد بقدرة 550 ميجاواط (740,000 حصان) (محطة سوابيتي للطاقة الكهرومائية ‏)، بالقرب من سوابيتي، على بعد 2 كيلومتر (1.2 ميل) من المنبع، وبتكلفة تقديرية تبلغ 2 مليار دولار، مما سيضاعف إنتاج غينيا لتوليد الطاقة تقريبًا. ومع ذلك، فإن هذا يتطلب أن ينتقل 15000 شخص مما سيصبح سهلًا فيضًا.

## الحياة الحيوانية
النهر موطن لـ 96 نوعًا من أسماك المياه العذبة المسجلة.

## النقل
يمكن للسفن التي يصل ارتفاعها إلى 3 متر (9.8 قدم) أن تنتقل من المنبع إلى كونكوري؛ وراء تلك النقطة، توجد منحدرات.